# Full Moon (dal)
A Full Moon Brandy amerikai énekesnő második kislemeze harmadik, Full Moon című stúdióalbumáról. Ez volt az album utolsó olyan kislemezdala, amelyhez videóklip is társult, mert a megjelenés időpontjában Brandy épp első gyermekét várta. A promóció hiánya miatt a dal a legtöbb országban nem aratott sikert; bár az USA-ban a top 20-ba került a Billboard Hot 100 és Hot R&B/Hip-Hop Singles & Tracks slágerlistákon és a 15. helyre az Egyesült Királyságban, ezeken kívül csak Francia- és Olaszországban került a top 30-ba.

## Felvételek
Az album legtöbb, Rodney Jerkins és a Darkchild-csapat által szerzett dalával ellentétben a címadó dal szerzője és producere Mike City. Bár Brandy és City több új dalon is dolgoztak az album számára, nem voltak benne biztosak, hogy a Full Moon dal felkerül az albumra, mert stílusban különbözött az énekesnő korábbi dalaitól. „Örülök, hogy végül felkerült rá, mert nagyban mutatja, honnan jöttem, stílus és hang tekintetében is, a szövegét pedig igazán át tudtam érezni” – mondta Brandy a MTV Newsnek adott interjújában az album megjelenését követő évben. „Beletelt kis időbe, míg megértette az őrült ötleteimet, de […] aztán tényleg a legjobbat hozta ki magából. Ha meghallgatják a dalt, érzik, hogy ez más, mint amit eddig csinált…” Brandy a Full Moont gettóstílusúként jellemezte, mivel egyszerre pop és R&B. A dal szövege váratlan, első látásra bekövetkező szerelemről szól. „Teliholdkor bármi megtörténhet. Ebben a dalban épp beleszeretek valakibe, akivel akkor találkozom először. Remélem, ez lesz a második kislemez, mert annyira különböző. Még sosem hallottam ilyen dalt.”
A dalt számos producer és DJ remixelte, egyes változataiban Fat Joe és Twista is közreműködtek. A C&J duó által készített remix Brandy énekét a Freez I.O.U. című számának dallamára játszotta rá, Soulchild pedig Michael Wycoff Looking Up to You című dalát mixelte bele, míg Damien Mendis teljesen átdolgozta a dalt a Chic I Want Your Love című dala alapjára. A dal három formátumban jelent meg: CD kislemezen, melyen P.M. Dawn I'd Die Without You című számának feldolgozása, valamint a What About Us? remixei is szerepeltek, illetve 12" bakelit kislemezeken, 12 különböző remixszel.

## Fogadtatása
Brandy terhessége miatt nem nagyon tudta reklámozni a dalt, ami emiatt nem lett olyan sikeres, mint az előző kislemez. A promóció hiányához képest sikeres volt, a 18. helyet érte el az amerikai Billboard Hot 100-on és a tizenhatodikat a Hot R&B/Hip-Hop Singles & Tracks slágerlistán. Világszerte a legtöbb országban, ahol felkerült a slágerlistára, a top 30-ba jutott, de nem aratott akkora sikert, mint a What About Us?.

## Videóklip és remixek
A dal videóklipjét Chris Robinson rendezte, és Los Angelesben forgatták több helyszínen 2002. március 1–2-án. Brandy, aki a forgatás idején majdnem hat hónapos terhes volt, nem táncol a klipben. A videóklipben Yoki Brown színész és modell is szerepel, aki játszott a Brandy főszereplésével készült Moesha című tévésorozatban is. A klipet március 28-án mutatták be az MTV Total Request Live című műsorában.
A klipben Brandy a csillagokat nézi távcsövön éjszaka, majd észreveszi, hogy egy távolabbi házban buli zajlik. Itt észrevesz egy férfit, akit Brown alakít. Ezután Brandy átöltözik és ezüstmetál kabriójában a buli helyszínére hajt, hogy találkozzon a férfival. Flörtölnek, majd a fiú beszáll Brandy autójába, elhajtanak, majd megállnak és együtt nézik a teliholdat.

### Hivatalos remixek, verziók
| - Full Moon (Album version) – 3:37 - Full Moon (Album A Cappella) – 3:58 - Full Moon (Cutfather & Joe Remix) – 3:56 - Full Moon (Cutfather & Joe Remix Instrumental) – 3:52 - Full Moon (Damien Mendis Remix) – 3:56 - Full Moon (Damien Remix feat. Fat Joe) – 4:53 - Full Moon (Ernie Lake Club Mix) – 6:56 - Full Moon (Ernie Lake Dub) – 6:56 - Full Moon (Ernie Lake Radio Edit) – 3:37 - Full Moon (Filur Vs. C & J Mix) – 6:55 - Full Moon (Full Intention Club Mix) – 6:56 - Full Moon (Full Intention Dub #1) – 5:39 - Full Moon (Full Intention Dub #2) – 7:26 - Full Moon (Instrumental) – 3:58 - Full Moon (K-Warren Vox) - Full Moon (K-Warren Dub) - Full Moon (Mad Skillz Mix) | - Full Moon (Mad Skillz Dub) - Full Moon (Mike Rizzo Global Club Mix) – 7:54 - Full Moon (Mike Rizzo Global Dub) – 6:26 - Full Moon (Precision Remix) – 3:55 - Full Moon (Precision Remix feat. Fat Joe – Clean) – 4:23 - Full Moon (Precision Remix feat. Fat Joe – Dirty) – 4:24 - Full Moon (Precision Remix feat. Twista) – 4:23 - Full Moon (Precision Remix Instrumental) – 3:55 - Full Moon (Precision Remix Extended Instrumental) – 4:24 - Full Moon (Radio Edit) – 3:35 - Full Moon (Rascal Extended Mix) – 6:29 - Full Moon (Rascal Dub) – 6:02 - Full Moon (Robbie Rivera Freeze Mix) – 6:37 - Full Moon (Soulchild Remix) – 3:59 - Full Moon (Soulchild Remix Instrumental) – 3:59 - Full Moon (TV Track) – 3:58 |

## Számlista
| CD kislemez (Európa) 1. Full Moon (Radio Mix) – 3:35 2. Full Moon (Album Version) – 3:37 CD maxi kislemez (Egyesült Királyság) 1. Full Moon (Radio Mix) – 3:35 2. Full Moon (Album Version) – 3:37 3. Full Moon (Full Intention Club Mix) – 6:56 CD maxi kislemez (USA) 1. Full Moon (Radio Mix) – 3:35 2. Full Moon (Album version) – 3:37 3. Full Moon (Full Intention Club Mix) – 6:56 4. Full Moon (videóklip) CD maxi kislemez (nemzetközi) 1. Full Moon (Radio Edit) 2. Full Moon (Cutfather & Joe Remix) 3. Full Moon (Ernie Lake Radio Edit) 4. Die Without You (feat. Ray-J) 5. What About Us? (Simon Vegas Remix) 6. What About Us? (videóklip) CD kislemez (USA) 1. Full Moon (Damien Mendis Remix) – 3:56 2. Full Moon (Precision Remix feat. Fat Joe) – 4:24 3. Full Moon (Precision Remix feat. Twista) – 4:23 4. Full Moon (Soulchild Remix) – 3:59 5. Full Moon (C & J Remix) – 3:56 6. Full Moon (Full Intention Club Mix) – 6:56 7. Full Moon (Ernie Lake Club Mix) – 7:01 8. Full Moon (Filur Vs. C & J Mix) – 6:55 9. Full Moon (Robbie Rivera Freeze Mix) – 6:37 10. Full Moon (Mike Rizzo Global Club Mix) – 7:54 11. Full Moon (Rascal Extended Mix) – 6:29 12. Full Moon (Rascal Dub) – 6:02 12" maxi kislemez (Egyesült Királyság) 1. Full Moon (Mad Skillz Mix) 2. Full Moon (Mad Skillz Dub) 12" maxi kislemez (Egyesült Királyság) 1. Full Moon (Radio Edit) – 3:35 2. Full Moon (Album version) – 3:37 3. Full Moon (Full Intention Club Mix) – 6:56 4. Full Moon (Instrumental) – 3:58 | 12" maxi kislemez (USA) 1. Full Moon (Full Intention Club Mix) – 7:01 2. Full Moon (Full Intention Dub #1) – 5:39 3. Full Moon (Ernie Lake Club Mix) – 6:56 4. Full Moon (Ernie Lake Radio Edit) – 3:37 12" maxi kislemez (USA) 1. Full Moon (Rascal Extended Mix) – 6:29 2. Full Moon (Rascal Dub) – 6:02 3. Full Moon (Damien Remix feat. Fat Joe) – 4:53 4. Full Moon (Damien Mendis Remix) – 3:57 2×12" maxi kislemez (USA) 1. Full Moon (Filur vs. C & J Mix) – 6:55 2. Full Moon (Robbie Rivera Freeze Mix) – 6:37 3. Full Moon (Mike Rizzo Global Dub) – 6:26 4. Full Moon (Mike Rizzo Global Club Mix) – 7:54 5. Full Moon (Full Intention Dub #2) – 7:26 6. Full Moon (Ernie Lake Dub) – 6:56 2×12" maxi kislemez (USA, Németország) 1. Full Moon (Cutfather & Joe Remix) – 3:52 2. Full Moon (Album version) – 4:08 3. Die Without You (Album version) – 3:56 4. Full Moon (Cutfather & Joe Remix Instrumental) – 3:52 5. Full Moon (Instrumental) – 4:08 6. Die Without You (Instrumental) – 3:58 7. Full Moon (Ernie Lake Radio Edit) – 3:37 8. Full Moon (Ernie Lake Club Mix) – 7:01 9. Full Moon (Full Intention Club Mix) – 6:56 10. Full Moon (Full Intention Dub #1) – 5:39 2×12" maxi kislemez (USA) 1. Full Moon (Soulchild Remix) – 3:59 2. Full Moon (Album version) – 3:57 3. Full Moon (Soulchild Remix Instrumental) – 3:59 4. Full Moon (C&J Remix) – 3:56 5. Full Moon (Album Instrumental) – 3:58 6. Full Moon (Album A Cappella) – 3:58 7. Full Moon (Precision Remix feat. Fat Joe – Clean) – 4:23 8. Full Moon (Precision Remix feat. Fat Joe – Dirty) – 4:24 9. Full Moon (Precision Remix Extended Instrumental) – 4:24 10. Full Moon (Precision Remix feat. Twista) – 4:23 11. Full Moon (Precision Remix) – 3:55 12. Full Moon (Precision Remix Instrumental) – 3:55 |

## Helyezések
| Slágerlista (2002)                    | Legmagasabb helyezés |
| ------------------------------------- | -------------------- |
| USA Billboard Hot 100                 | 18                   |
| USA Billboard Hot Dance Singles Sales | 2                    |
| USA Billboard Hot R&B/Hip-Hop Singles | 16                   |
| Ausztrál ARIA kislemezlista           | 43                   |
| Brit kislemezlista                    | 15                   |
| Francia kislemezlista                 | 26                   |
| Holland kislemezlista                 | 51                   |
| Német kislemezlista                   | 54                   |
| Olasz kislemezlista                   | 27                   |
| Svájci kislemezlista                  | 72                   |
| Svéd kislemezlista                    | 53                   |